# Marville (Meuse)
Pour les articles homonymes, voir Marville.
Marville est une commune française située dans le département de la Meuse, en région Grand Est. Elle fait partie de la Lorraine gaumaise.
Ses habitants sont appelés Marvillois.

## Géographie

### Localisation
Marville est située sur la N 43, à 13 km au sud-est de Montmédy, à 13 km à l'ouest de Longuyon et 10 km au sud de la frontière belge. 

### Géologie et relief
Hydrogéologie et climatologie : Système d’information pour la gestion des eaux souterraines en Seine-Normandie, par le BRGM :
Territoire communal : Occupation du sol (Corinne Land Cover) ; Cours d'eau (BD Carthage),
Géologie : Carte géologique ; Coupes géologiques et techniques,
 Hydrogéologie : Masses d'eau souterraine ; BD Lisa ; Cartes piézométriques.

### Sismicité
Commune située dans une zone 1 de sismicité très faible.

### Hydrographie

#### Réseau hydrographique
La commune est dans le bassin versant de la Meuse au sein du bassin Rhin-Meuse. Elle est drainée par l'Othain, le ruisseau de Crédon et le ruisseau du Moulin de Sebastopole,.
L'Othain, d'une longueur de 67 km, prend sa source dans la commune de Gondrecourt-Aix et se jette  dans la Chiers à Montmédy, après avoir traversé 25 communes. 

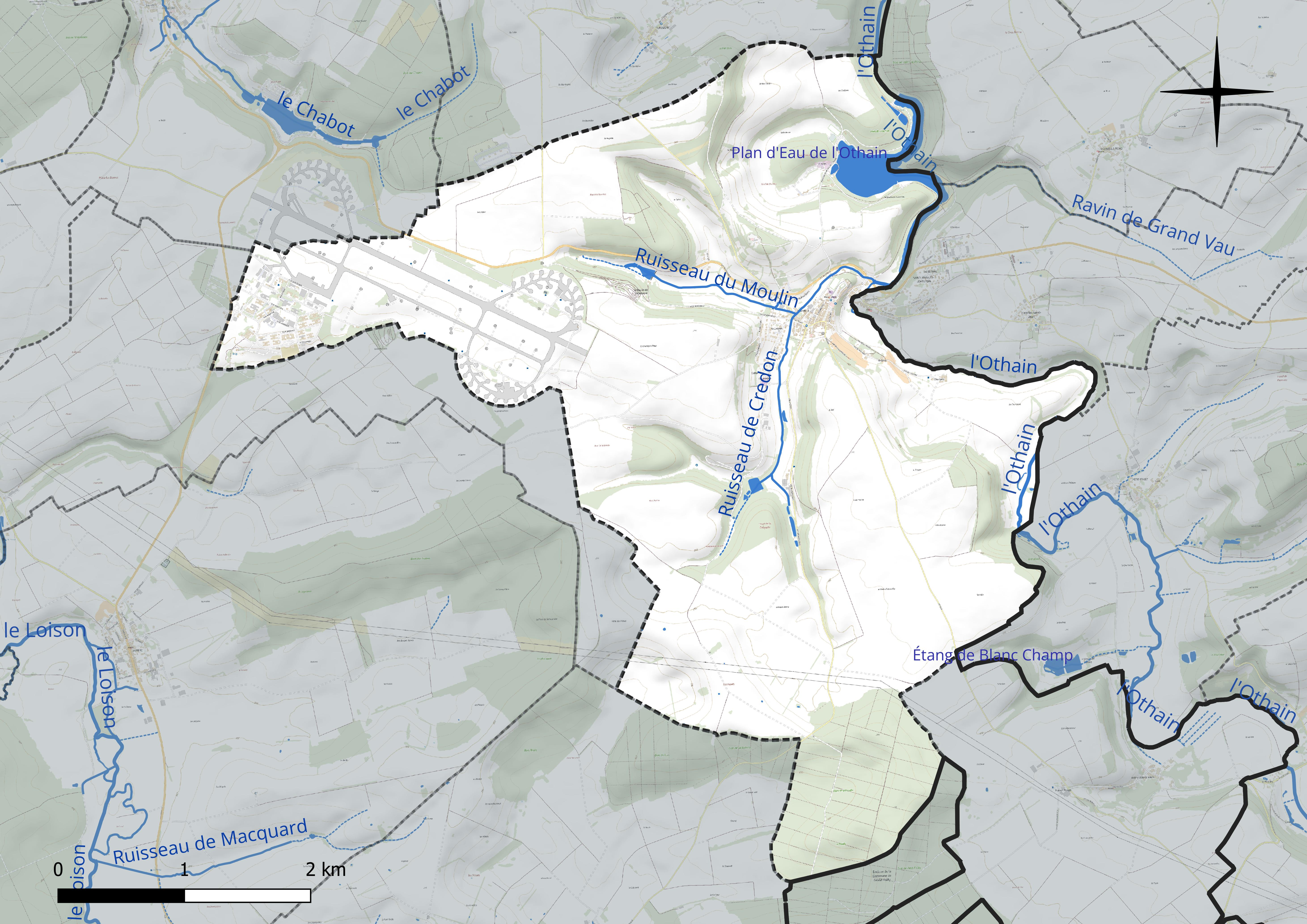
Réseau hydrographique de Marville.

Un plan d'eau complète le réseau hydrographique : le plan d'eau de l'Othain, d'une superficie totale de 26,1 ha (20,4 ha sur la commune),.
Marville repose sur un massif karstique comprenant de nombreuses cavités et un ruisseau souterrain auxquels il est possible d'accéder par de nombreuses dolines (profondes jusqu'à presque plus que 20 mètres), dans le Bois de Marville et le Bois de Rupt-sur-Othain. Le ruisseau souterrain peut être visité par des spéléologues confirmés en rampant d'abord au fond d'une doline à travers un étroit boyau, rempli à moitié de boue liquide. Après une cinquantaine de mètres, il faut descendre en rappel une cascade de quelques mètres puis suivre le ruisseau sur plusieurs centaines de mètres jusqu'à un siphon. En cas de crue, les eaux resurgissent comme un geyser pouvant atteindre 2 m de hauteur à partir de sources souterraines inondant parfois une partie du village de Delut ; on les appelle les bouillons de Delut.

#### Gestion et qualité des eaux
Le territoire communal est couvert par le schéma d'aménagement et de gestion des eaux (SAGE) « Bassin ferrifère ». Ce document de planification concerne le périmètre des anciennes galeries des mines de fer, des aquifères et des bassins versants hydrographiques associés qui s’étend sur 2 418 km2. Les bassins versants concernés sont celui de la Chiers en amont de la confluence avec l'Othain, et ses affluents (la Crusnes, la Pienne, l'Othain), celui de l'Orne et ses affluents et celui de la Fensch, le Veymerange, la Kiesel et les parties françaises du bassin versant de l'Alzette et de ses affluents (Kaylbach, ruisseau de Volmerange). Il a été approuvé le 27 mars 2015. La structure porteuse de l'élaboration et de la mise en œuvre est la région Grand Est. 
La qualité des cours d’eau peut être consultée sur un site dédié géré par les agences de l’eau et l’Agence française pour la biodiversité. 

### Climat
Pour des articles plus généraux, voir Climat du Grand Est et Climat de la Meuse.
En 2010, le climat de la commune est de type climat de montagne, selon une étude du Centre national de la recherche scientifique s'appuyant sur une série de données couvrant la période 1971-2000. En 2020, Météo-France publie une typologie des climats de la France métropolitaine dans laquelle la commune est dans une zone de transition entre le climat océanique altéré et le climat océanique altéré et est dans la région climatique  Lorraine, plateau de Langres, Morvan, caractérisée par un hiver rude (1,5 °C), des vents modérés et des brouillards fréquents en automne et hiver. 
Pour la période 1971-2000, la température annuelle moyenne est de 9,5 °C, avec une amplitude thermique annuelle de 15,6 °C. Le cumul annuel moyen de précipitations est de 949 mm, avec 13,9 jours de précipitations en janvier et 9,7 jours en juillet. Pour la période 1991-2020, la température moyenne annuelle observée sur la station météorologique de Météo-France la plus proche, « Villette », sur la commune de Villette à 7 km à vol d'oiseau, est de 10,1 °C et le cumul annuel moyen de précipitations est de 909,4 mm. 
La température maximale relevée sur cette station est de 39 °C, atteinte le 25 juillet 2019 ; la température minimale est de −14,8 °C, atteinte le 20 décembre 2009,,. 
Les paramètres climatiques de la commune ont été estimés pour le milieu du siècle (2041-2070) selon différents scénarios d'émission de gaz à effet de serre à partir des nouvelles projections climatiques de référence DRIAS-2020. Ils sont consultables sur un site dédié publié par Météo-France en novembre 2022.

### Voies de communications et transports

#### Voies routières
- Route nationale E44[15].

#### Transports en commun
- Fluo Grand Est.

#### Lignes SNCF

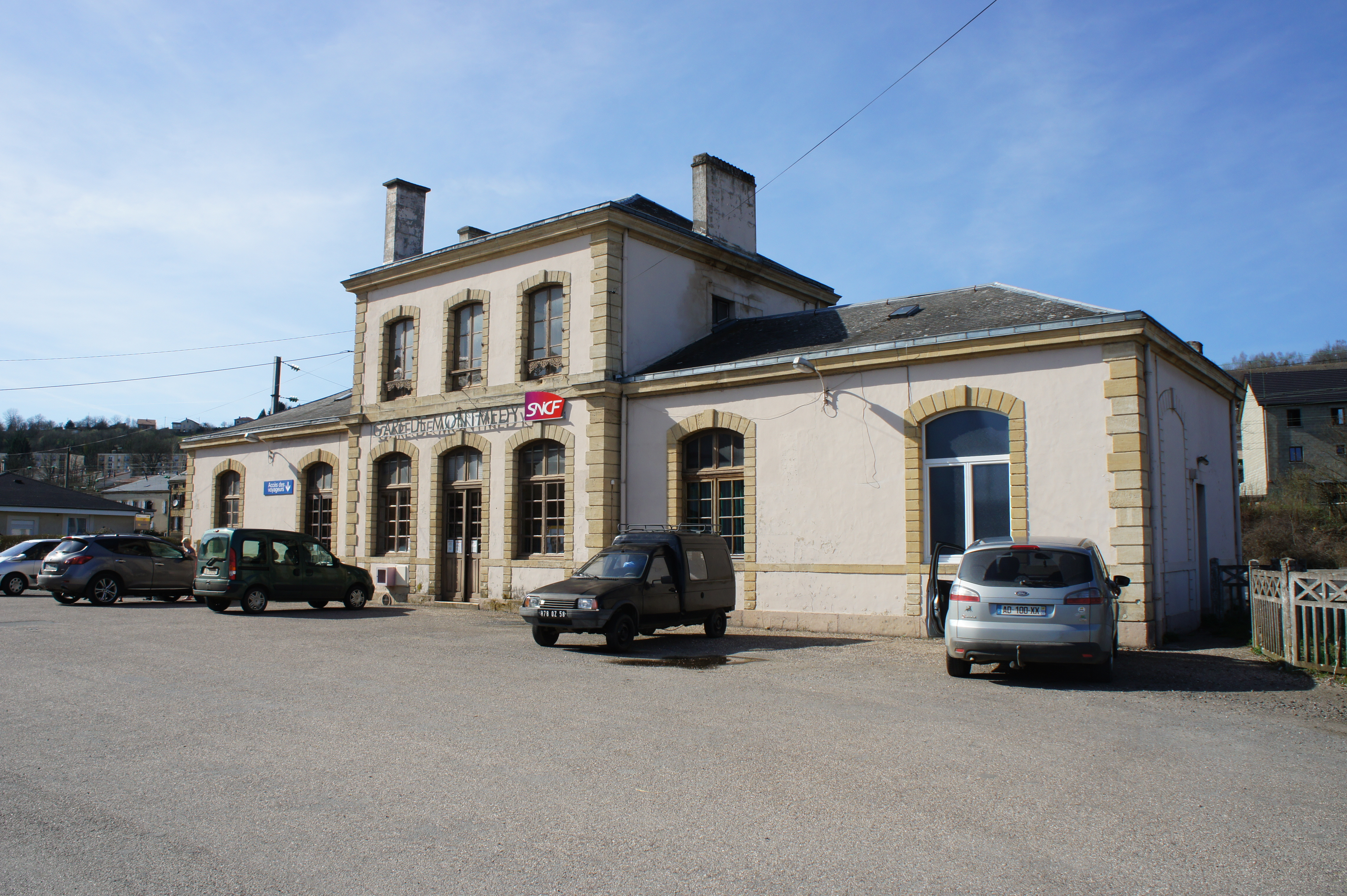
Gare de Montmédy.

- Gare de Montmédy
- Gare de Longuyon
- Gare de Longwy
- Gare de Baroncourt
- Gare de Carignan

## Urbanisme

### Typologie
Au 1er janvier 2024, Marville est catégorisée commune rurale à habitat dispersé, selon la nouvelle grille communale de densité à sept niveaux définie par l'Insee en 2022.
Elle est située hors unité urbaine et hors attraction des villes,.

### Occupation des sols
L'occupation des sols de la commune, telle qu'elle ressort de la base de données européenne d’occupation biophysique des sols Corine Land Cover (CLC), est marquée par l'importance des territoires agricoles (64,3 % en 2018), une proportion sensiblement équivalente à celle de 1990 (64,7 %). La répartition détaillée en 2018 est la suivante : 
terres arables (45,2 %), forêts (18,7 %), prairies (16,5 %), zones industrielles ou commerciales et réseaux de communication (12,5 %), zones agricoles hétérogènes (2,6 %), zones urbanisées (2,2 %), eaux continentales (1,3 %), milieux à végétation arbustive et/ou herbacée (1 %). L'évolution de l’occupation des sols de la commune et de ses infrastructures peut être observée sur les différentes représentations cartographiques du territoire : la carte de Cassini (XVIIIe siècle), la carte d'état-major (1820-1866) et les cartes ou photos aériennes de l'IGN pour la période actuelle (1950 à aujourd'hui).

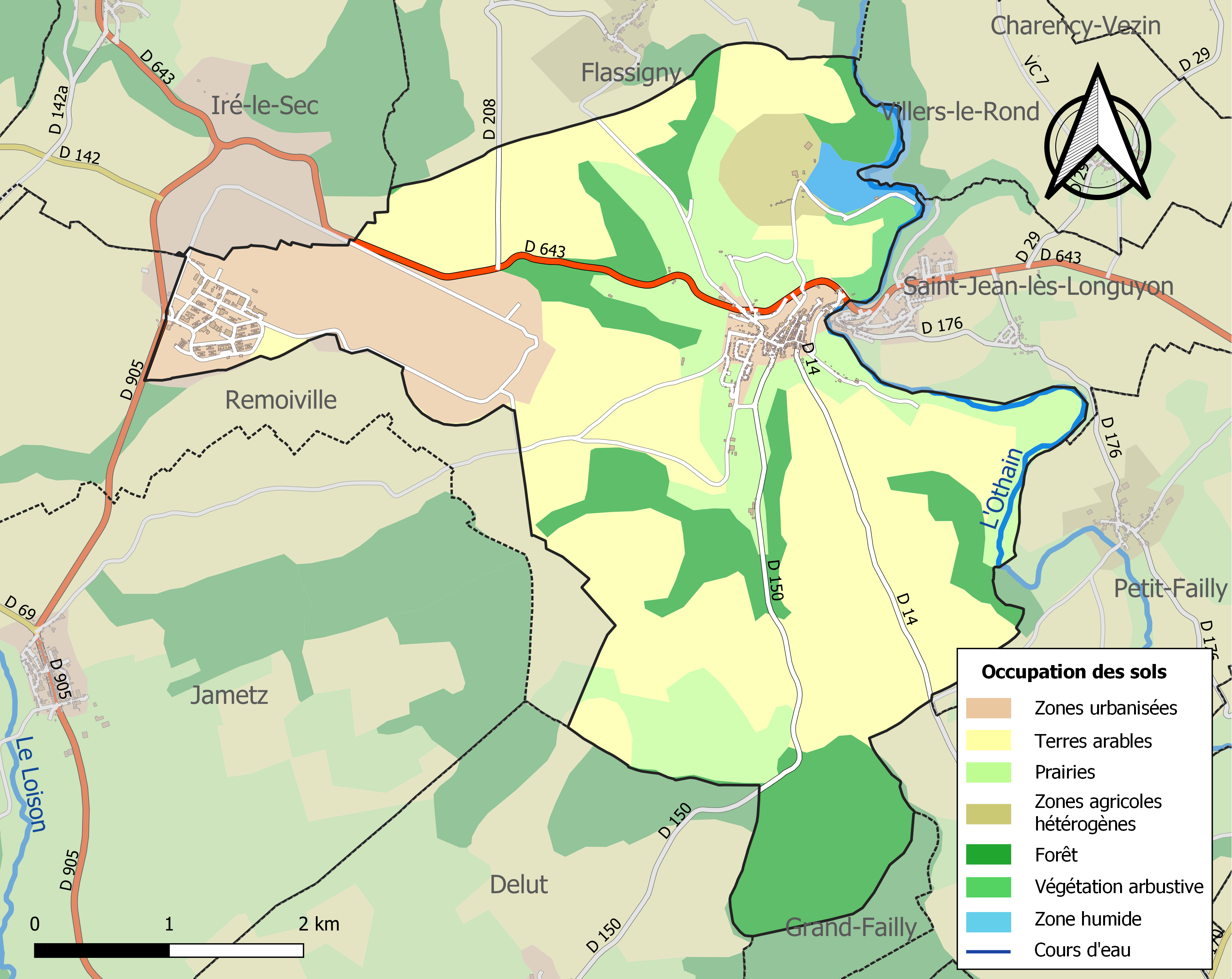
Carte des infrastructures et de l'occupation des sols de la commune en 2018 (CLC).

## Toponymie
Le nom de la localité est attesté sous les formes Martis-villa (IXe siècle) ; Cenobium Sancti-Petri Martis-villæ (1158) ; Castrum et villa de Marvilla (1213) ; Marvilla (1220) ; Marville (1267) ; Marwille (xve siècle).

## Histoire

### Préhistoire et antiquité
La présence humaine est attestée de longue date en Lorraine. La culture celte y a notamment prospéré au Ve siècle av. J.-C.. Située sur le territoire de l'ancienne Gaule romaine, Marville est à mi-chemin entre les grandes cités de Verdun et d'Arlon en Belgique.

### Moyen Âge
Au Moyen Âge, Marville est intégrée au royaume de Lotharingie, au cours du IXe siècle, puis de la Francie orientale.
En 1039, Marville est le siège d'un comté.
Les plus anciennes mentions de Marville remontent à la fin du XIIe siècle. À cette époque, le comte de Bar, Thiébaut Ier, y fait édifier une forteresse. Vers 1190, il affranchit partiellement la cité, conférant de nombreux avantages aux habitants et aux métiers de Marville, notamment dans les domaines économiques et judiciaires.
Par son mariage avec la comtesse Ermesinde de Luxembourg, fille d'Henri l'Aveugle, Thiébaut Ier fait entrer Marville dans les possessions du Luxembourg. Mort en croisade contre les Albigeois dans le sud de la France, il laisse une veuve qui épouse le marquis d'Arlon et comte de Limbourg.
Le lieu-dit de Choppey était une cense placée sous la souveraineté commune des ducs de Bar et de ceux de Luxembourg de 1270 à 1603.
Le 15 octobre 1415, Antoine de Brabant et Édouard III, comte de Bar, meurent tous les deux à Azincourt. Marville perd ses deux seigneurs. À Édouard III succède son fils, Jean IV. Dès 1419, il transmet ses États à son petit-neveu, René d'Anjou, marié à Isabelle, héritière de Lorraine. Le décès simultané de ces deux personnalités ne modifie en rien le destin particulier de Marville. Les héritiers d'Ermesinde continuent de se transmettre la cité, provoquant une indivision pour quatre siècles entre le comté de Bar et celui de Luxembourg. Cette période est appelée « Les Terres Communes ». Elle se caractérise par une profitable neutralité pour les habitants de Marville au cours de la tumultueuse époque des « guerres féodales ». La ville s'enrichit de cette favorable position et connaît son apogée à la Renaissance aux XVIe et XVIIe siècles.

### Période moderne

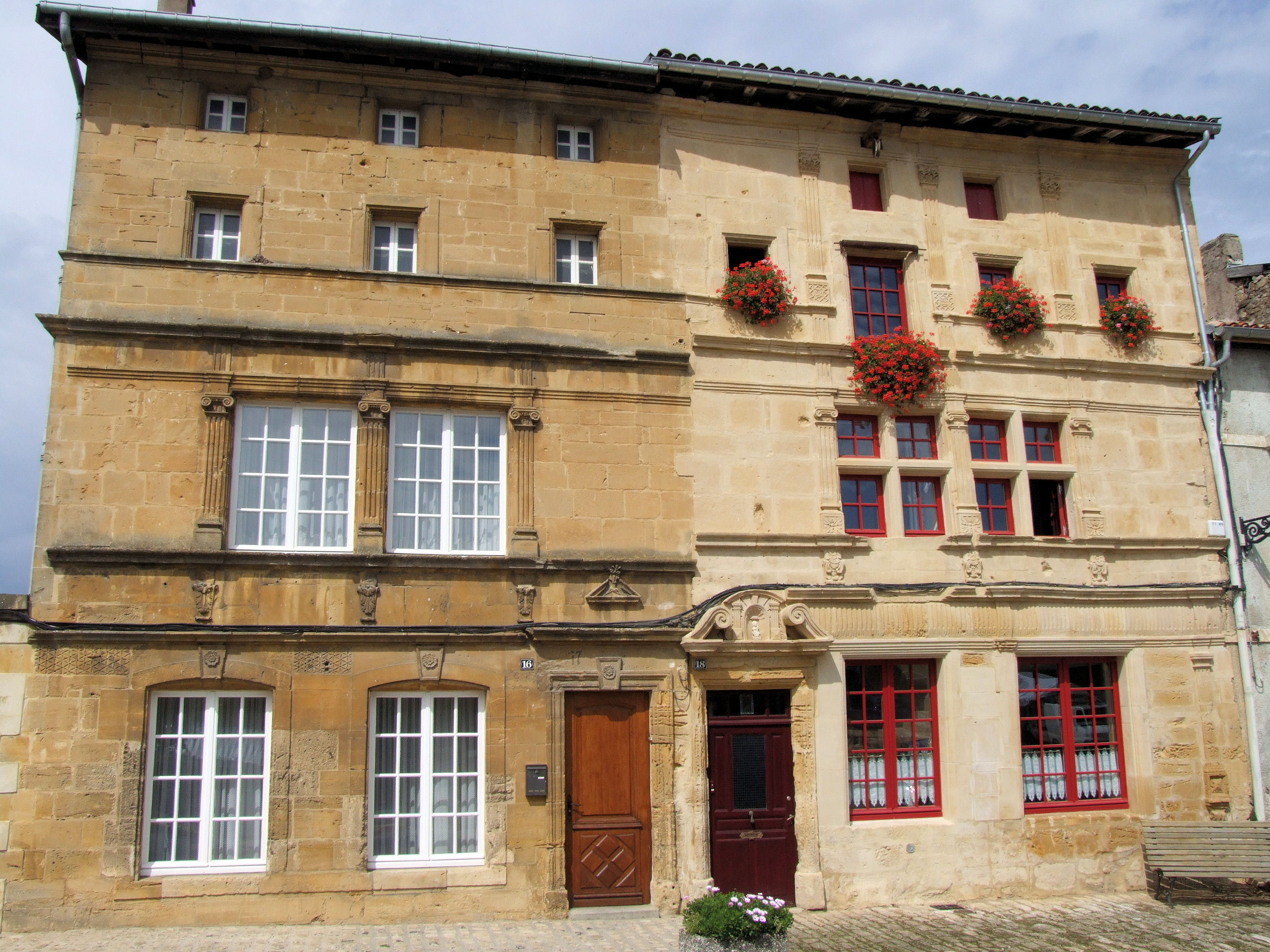
Maisons Renaissance.

En 1441, une lointaine descendante d'Ermesinde, duchesse en titre mais désargentée, vend le comté de Luxembourg à Philippe III de Bourgogne. Marville entre dans les États bourguignons. La petite-fille de celui-ci, Marie de Bourgogne, épouse l'héritier des Habsbourg. Leur petit-fils est Charles Quint. De cette succession, Marville conserve un patrimoine bâti lié à la présence espagnole en Lorraine. Pendant cette période, Marville fait en effet partie des Pays-Bas espagnols. Il reste quelques maisons de style Renaissance espagnole intéressantes par leur état de conservation et leur rareté en Gaume.
En 1659, à l'occasion du Traité des Pyrénées réconciliant la France et l'Espagne, Marville est intégrée au royaume de France, rompant ainsi le lien qui l'unissait au Luxembourg. Devenant alors un chef-lieu de prévôté et de bailliage du Luxembourg français.
Une partie de la Franche-Comté, alors espagnole, est cédée à la France. L'État souverain du duché de Bar est annexé, mais reste gouverné par le duc Charles IV de Lorraine.
Était rattaché au diocèse de Trèves (archidiaconé de Longuyon et doyenné de Juvigny).
En 1672, la fortification des défenses de Montmédy, sur ordre de Louis XIV, s'accompagne du démantèlement de celles de Marville, dans le but de limiter les pouvoirs de la noblesse locale ainsi que d'éviter d'offrir à tout ennemi potentiel une place forte en état de fonctionnement. La politique centralisatrice de Louis XIV et sa stratégie militaire provoquent le déclin de Marville.

### Époque contemporaine

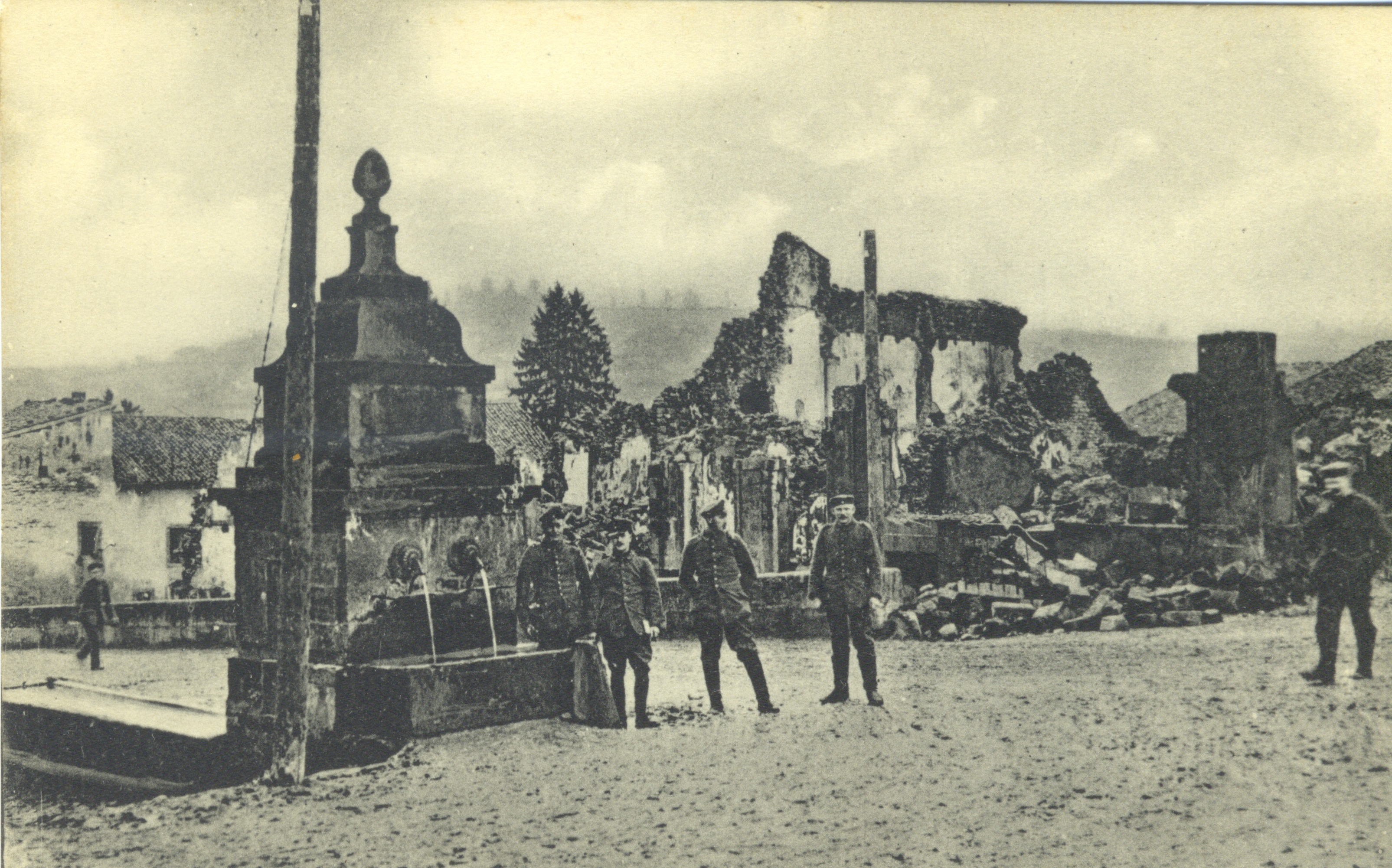
Soldats allemands à Marville, carte postale, 1914-1918.

La cité garde son nouveau statut de bourgade de province jusqu'au conflit de 1914. La ligne de front se stabilise en effet rapidement sur une ligne de 500 km orientée du nord au sud, passant par les hauteurs de Verdun, à quarante kilomètres vers le sud-ouest. Marville est située juste à l'arrière des lignes allemandes et subit des dégâts lors de bombardements.
En 1940, le 132e régiment d'infanterie de forteresse s'y est battu.

## Politique et administration
| Période                                  | Période     | Identité              | Étiquette   | Qualité                                                                   |
| ---------------------------------------- | ----------- | --------------------- | ----------- | ------------------------------------------------------------------------- |
| Les données manquantes sont à compléter. |             |                       |             |                                                                           |
| 1901                                     |             | Charles-Edmond Mouton |             |                                                                           |
|                                          |             |                       |             |                                                                           |
| 1919 ?                                   | 1925        | Lucien Richard        |             |                                                                           |
| 1925                                     | 1929        | Pol Grandjean         |             | Chevalier de la Légion d'Honneur                                          |
| 1929                                     | 1935        | Léon Guillaume        |             |                                                                           |
| 1935                                     | ~1940       | Charles Simonin       |             |                                                                           |
| ~1940                                    | 1947        | Nicolas Beudin        |             |                                                                           |
| 1947                                     | 1959 ?      | Ernest Antoine        |             | Chevalier de la Légion d'Honneur                                          |
|                                          |             |                       |             |                                                                           |
| 1965 ?                                   | mars 1971   | Paul Jodin            |             |                                                                           |
| mars 1971                                | 31 mai 2012 | Claude Biwer          | UDF puis NC | Conseiller général du canton de Montmédy (1976-2008) Sénateur (2001-2011) |
| juillet 2012                             | mars 2014   | Marie-José Mertz      |             |                                                                           |
| mars 2014                                | mai 2020    | Jean-Michel Jodin     |             |                                                                           |
| mai 2020                                 | En cours    | André Jullion         |             |                                                                           |

### Budget et fiscalité 2022

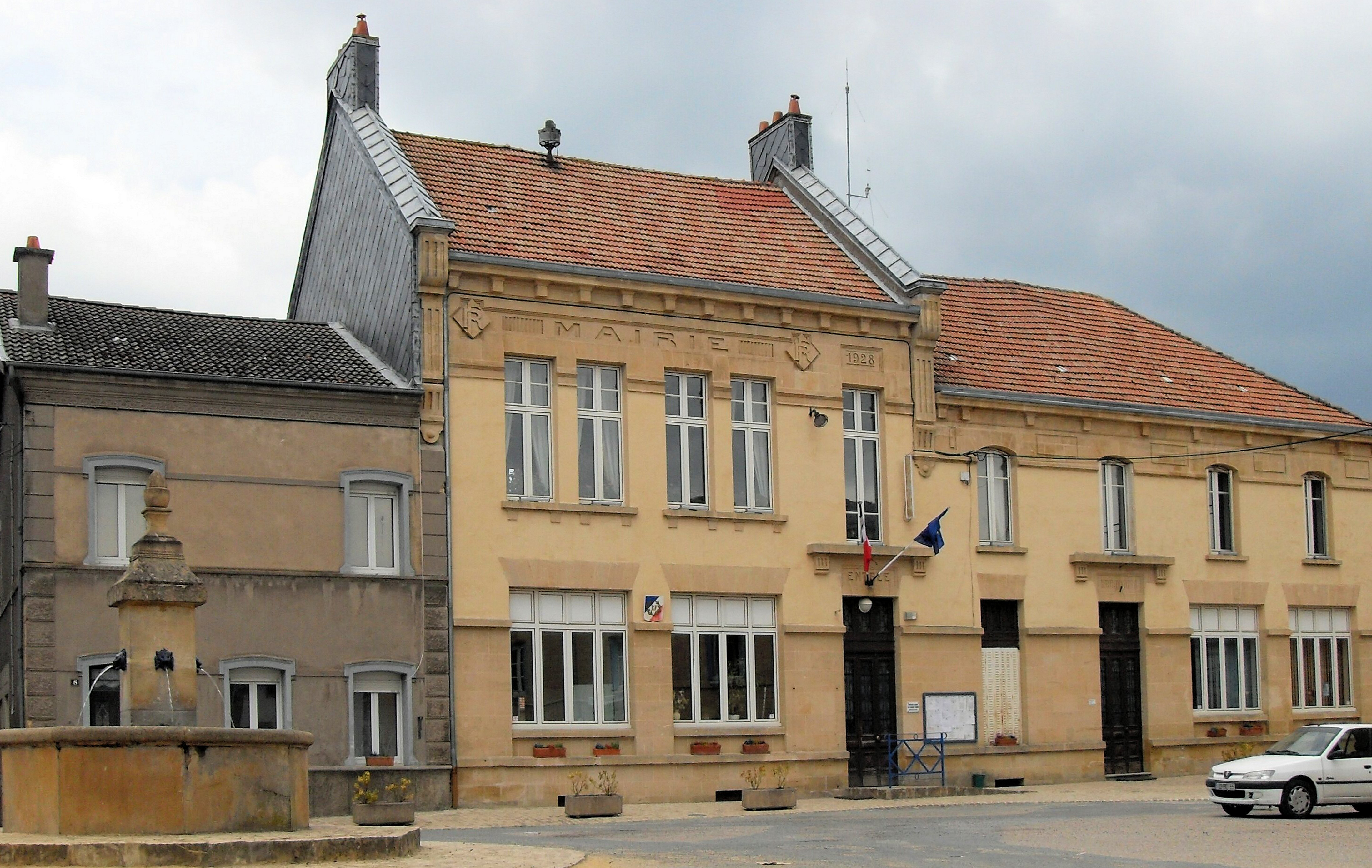
La mairie.

En 2022, le budget de la commune était constitué ainsi :
- total des produits de fonctionnement : 1 102 000 €, soit 2 080 € par habitant ;
- total des charges de fonctionnement : 555 000 €, soit 1 047 € par habitant ;
- total des ressources d'investissement : 66 000 €, soit 124 € par habitant ;
- total des emplois d'investissement : 199 000 €, soit 375 € par habitant ;
- endettement : 1 551 000 €, soit 2 926 € par habitant.

Avec les taux de fiscalité suivants :
- taxe d'habitation : 13,43 % ;
- taxe foncière sur les propriétés bâties : 33,87 % ;
- taxe foncière sur les propriétés non bâties : 20,97 % ;
- taxe additionnelle à la taxe foncière sur les propriétés non bâties : 43,61 % ;
- cotisation foncière des entreprises : 14,39 %.

Chiffres clés Revenus et pauvreté des ménages en 2020 : médiane en 2020 du revenu disponible, par unité de consommation : 19 990 €.

## Population et société

### Démographie
L'évolution du nombre d'habitants est connue à travers les recensements de la population effectués dans la commune depuis 1793. Pour les communes de moins de 10 000 habitants, une enquête de recensement portant sur toute la population est réalisée tous les cinq ans, les populations de référence des années intermédiaires étant quant à elles estimées par interpolation ou extrapolation. Pour la commune, le premier recensement exhaustif entrant dans le cadre du nouveau dispositif a été réalisé en 2004.

En 2022, la commune comptait 514 habitants, en évolution de +3,42 % par rapport à 2016 (Meuse : −4,4 %, France hors Mayotte : +2,11 %).
| 1793 | 1800  | 1806  | 1821  | 1831  | 1836  | 1841  | 1846  | 1851  |
| ---- | ----- | ----- | ----- | ----- | ----- | ----- | ----- | ----- |
| 996  | 1 063 | 1 066 | 1 215 | 1 263 | 1 328 | 1 288 | 1 311 | 1 324 |

| 1856  | 1861  | 1866  | 1872  | 1876  | 1881 | 1886  | 1891 | 1896 |
| ----- | ----- | ----- | ----- | ----- | ---- | ----- | ---- | ---- |
| 1 341 | 1 315 | 1 278 | 1 196 | 1 092 | 994  | 1 008 | 943  | 957  |

| 1901 | 1906 | 1911 | 1921 | 1926 | 1931 | 1936 | 1946 | 1954 |
| ---- | ---- | ---- | ---- | ---- | ---- | ---- | ---- | ---- |
| 887  | 806  | 709  | 512  | 540  | 541  | 528  | 450  | 633  |

| 1962 | 1968 | 1975 | 1982 | 1990 | 1999 | 2004 | 2006 | 2009 |
| ---- | ---- | ---- | ---- | ---- | ---- | ---- | ---- | ---- |
| 549  | 550  | 494  | 551  | 518  | 532  | 553  | 597  | 560  |

| 2014 | 2019 | 2022 | - | - | - | - | - | - |
| ---- | ---- | ---- | - | - | - | - | - | - |
| 510  | 517  | 514  | - | - | - | - | - | - |

## Économie

### Entreprises et commerces

#### Agriculture
- Sylviculture et autres activités forestières.
- Culture de céréales, de légumineuses et de graines oléagineuses.
- Culture et élevage associés.
- Élevage d'autres animaux.

#### Tourisme
- Auberge et hôtel à Marville.
- Chambres d'hôtes à Colmey, Montmédy.

#### Commerces
- Commerces et services de proximité.
- Implantée sur la base aérienne, la deuxième plus grande centrale photovoltaïque de France devrait produire environ 156 GWh/an[31],[Note 5].

## Culture locale et patrimoine

### Lieux et monuments
Outre ses monuments religieux et funéraires remontant au Moyen Âge, Marville possède de rares témoins de la Renaissance espagnole en Gaume, avec ses belles façades, nées de l'implantation de familles nobles, bourgeoises ou commerçantes attirées par l'époque prospère du XVIe siècle. Le village possède surtout l'un des rares cimetières classés — sinon le seul —, en raison de son exceptionnel état de conservation et de la diversité de ses tombes. Il est classé monument historique par arrêté du 13 août 1931. Le cimetière de Saint-Hilaire, couronné avec la chapelle Saint-Hilaire, est également classé monument historique depuis 1931. Marville fait partie du réseau national des Petites Cités de Caractère®.

#### Moyen Âge

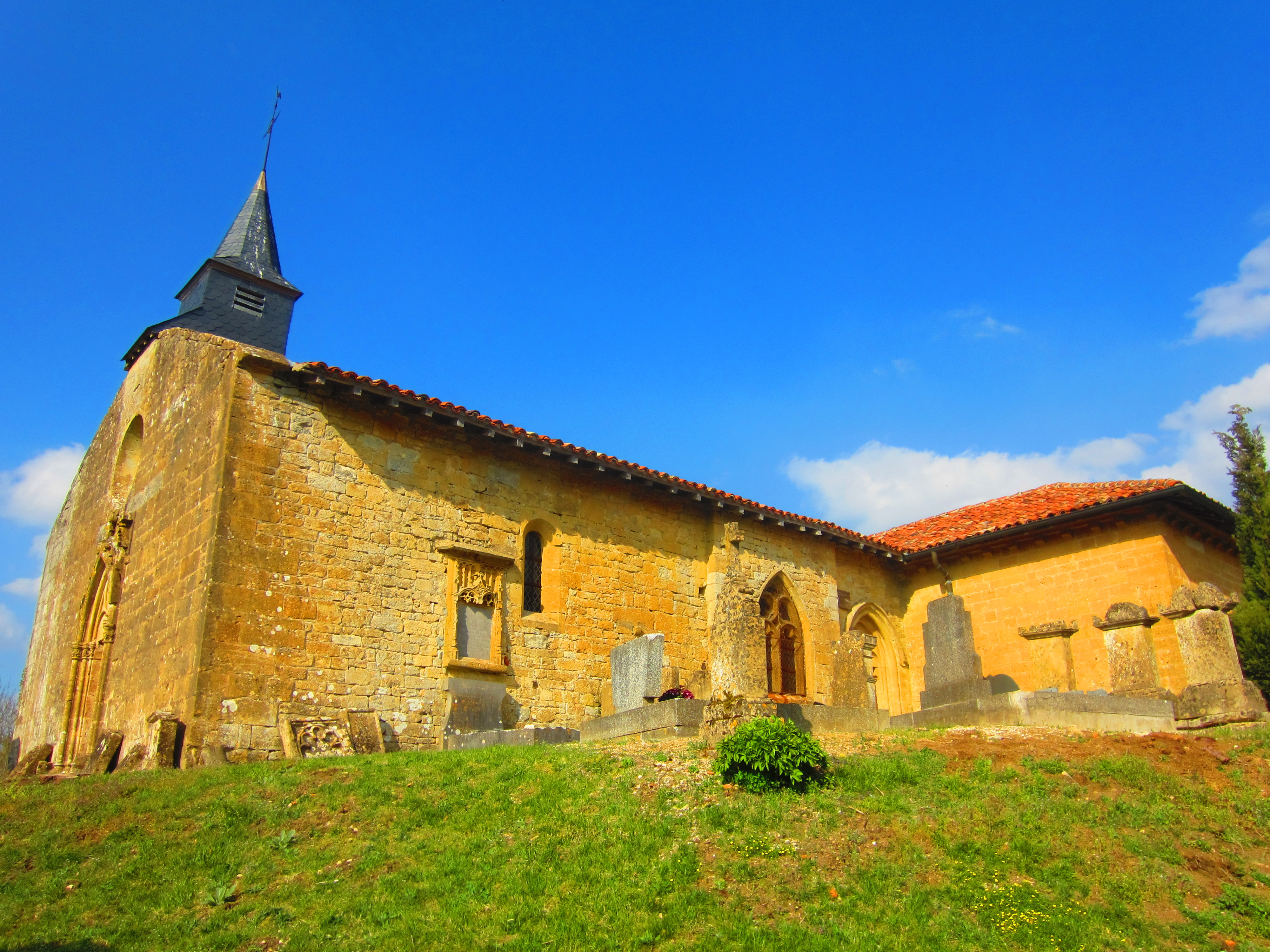
Chapelle Saint-Hilaire.

- Chapelle Saint-Hilaire de style roman (XIIe-XIVe), classée monument historique en 1931, qui fut l'église mère de Marville jusqu'au XIIIe siècle. D'abord romane, elle a été transformée au XIVe siècle. Elle conserve un important mobilier funéraire gothique et moderne (in-situ ou provenant du cimetière), des autels latéraux du XVe siècle et un retable de 1707[36],[37].
- Pietà des Lépreux - XIIe siècle (église Saint-Nicolas) classée monument historique en 1954[38].

#### Moyen Âge et Temps modernes

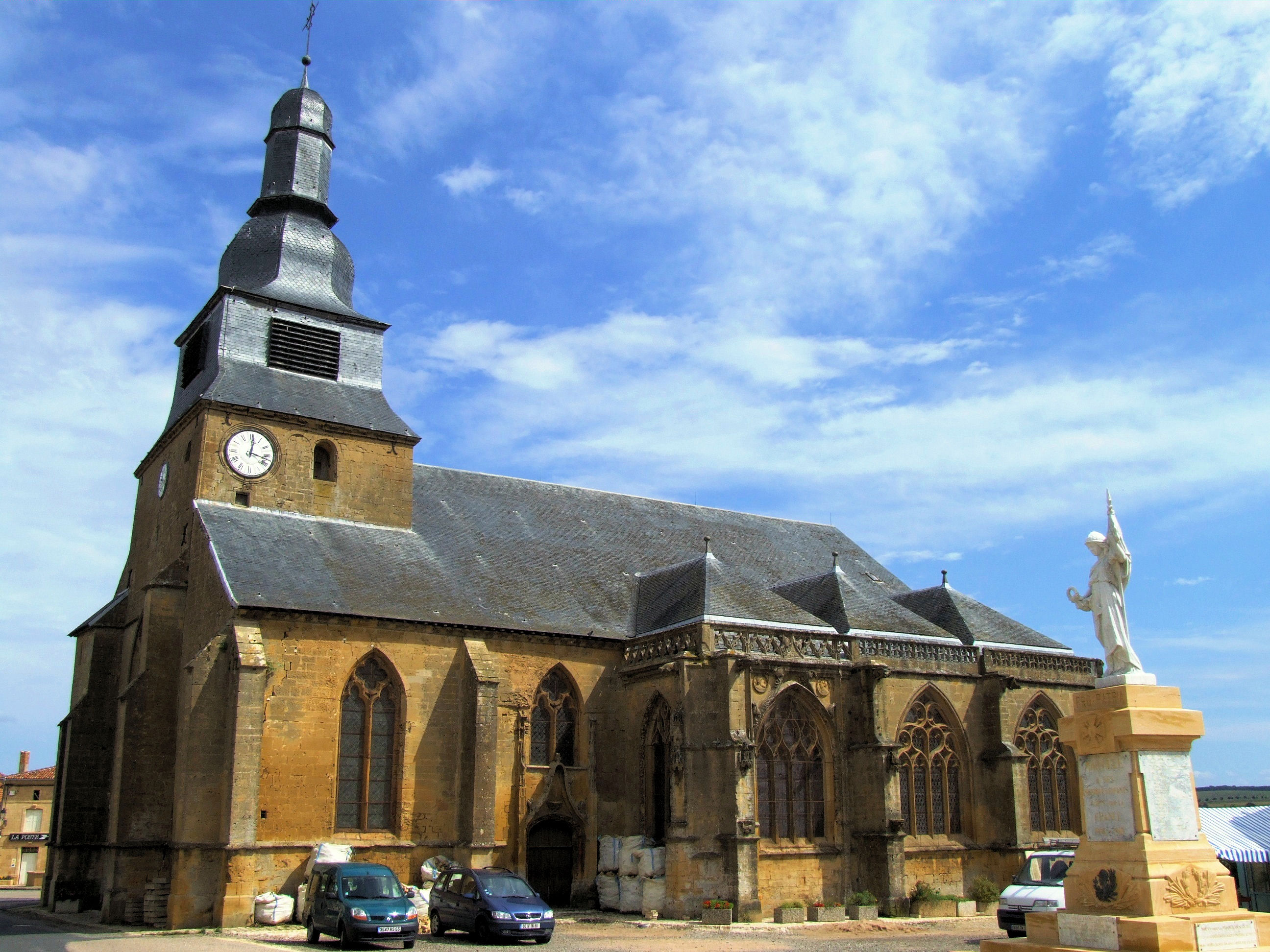
Église Saint-Nicolas.

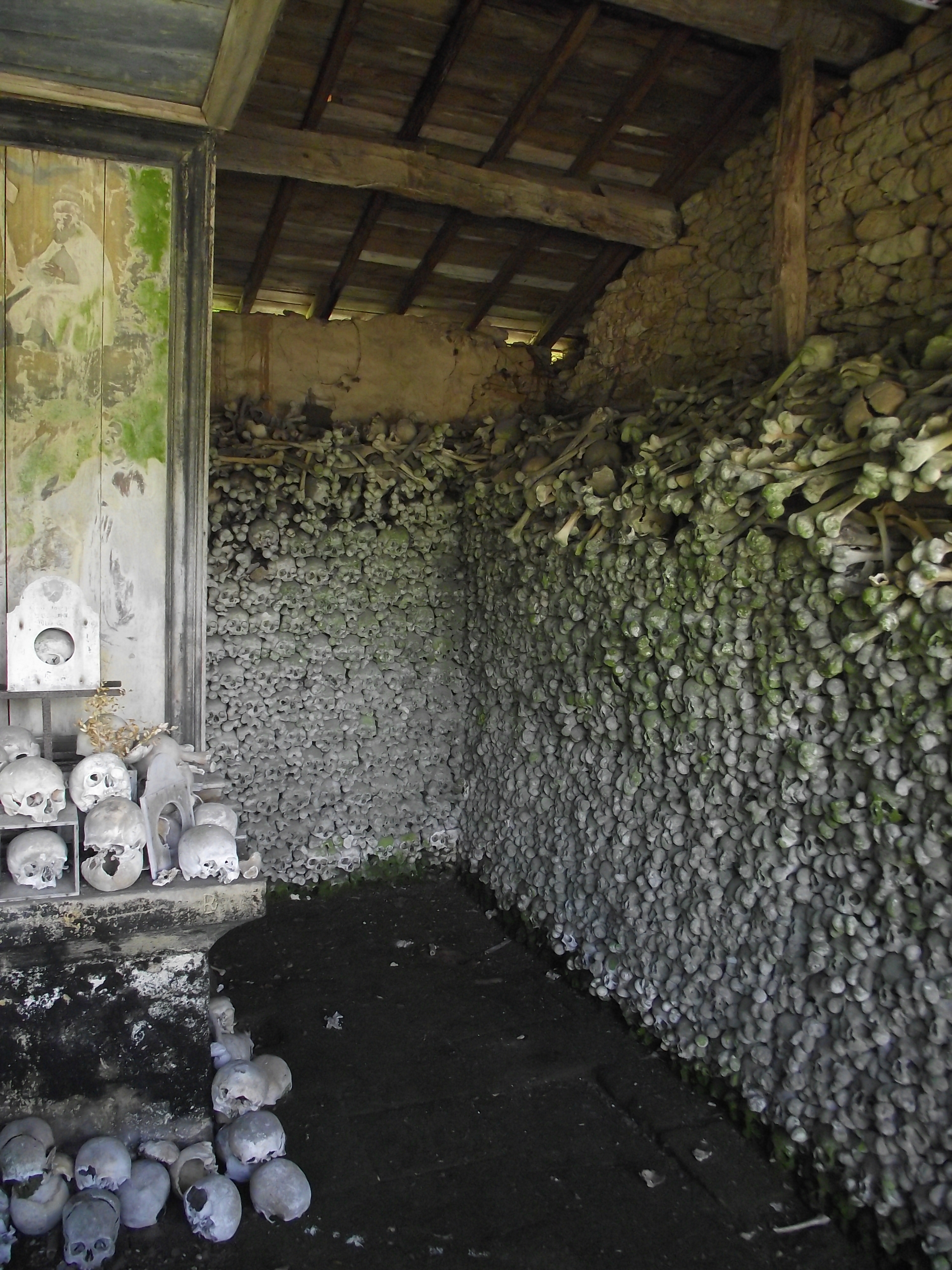
Intérieur ossuaire.

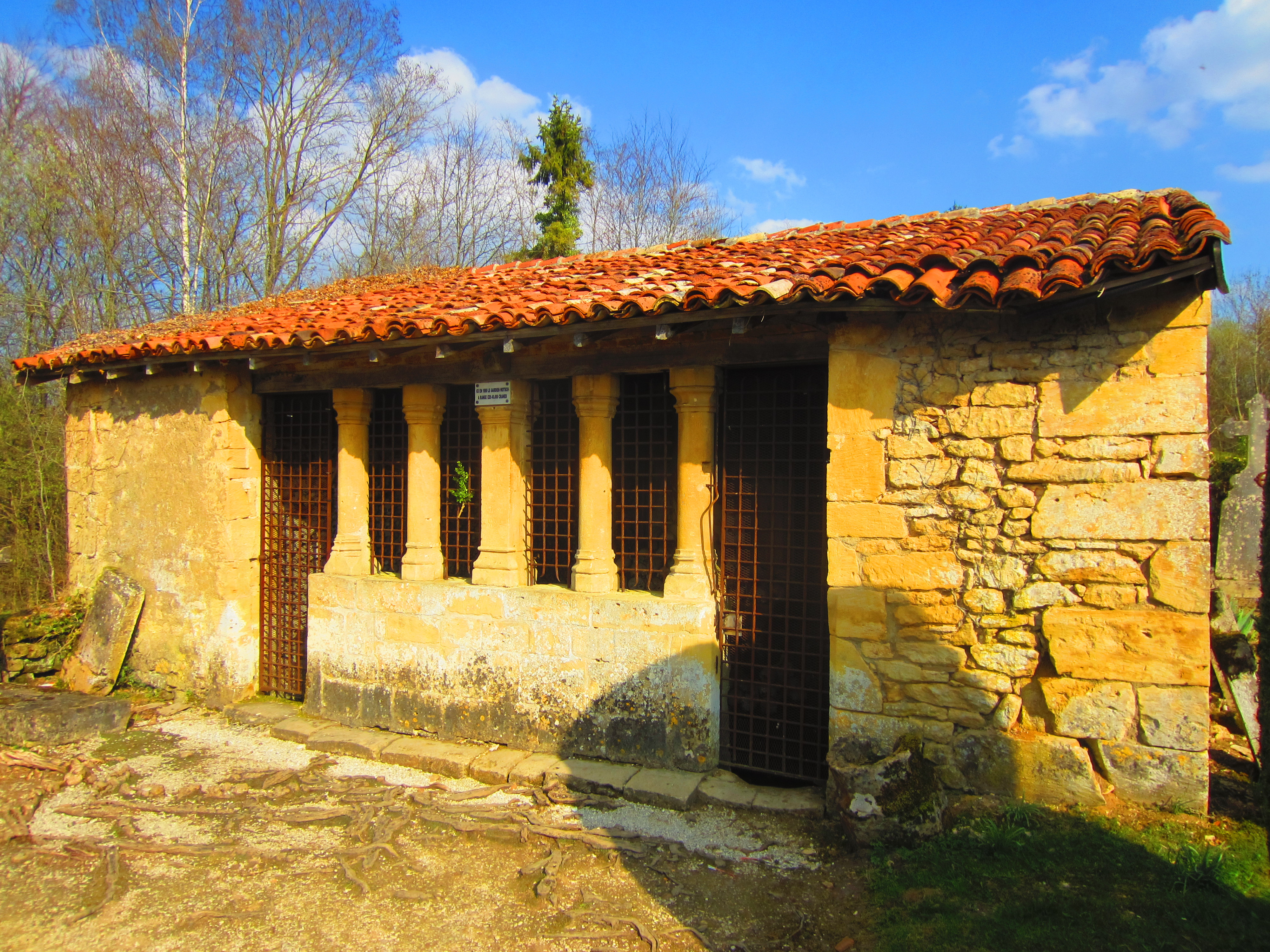
Ossuaire.

- Vestiges de l'enceinte XIIIe - XVIIe, rue de la Vieille-Halle, inscrits monuments historiques en 2002[39].
- L'église Saint-Nicolas XIIIe siècle[40],[41], classée monument historique en 1920[42], qui contient de multiples trésors :
  - la Vierge Couronnée ;
  - les chapelles gothiques ;
  - la chapelle Sainte-Fine ;
  - le tombeau de Salantin de Gavroy ;
  - la magnifique tribune d'orgues de style gothique[43].

L'orgue,,.
- Ossuaire de 40 000 crânes et cimetière classés (XVe siècle).
- Maison dite du Prieur de Saint-Hilaire -Saint-Nicolas XVIe siècle, 2, Grande-Place classée monument historique en 2006[47].
- Ancien refuge de l'abbaye d'Orval, 27 et 29 rue des Prêtres, XVIe siècle et XVIIIe siècle classé partiellement monument historique en 1931 et inscrit en 1998[48].
- Ancien Hôtel de ville dit Maison des Drapiers, rue du Tripot, dont la porte avec une statuette de drapier est classée monument historique en 1931[49].
- Immeuble avec façade et toiture du XVIe siècle, Grande-place, classé monument historique en 1931[50].
- Immeuble avec façades du XVIe siècle et  XVIIe siècle, Grande-place, classé monument historique en 1931[51].
- Maison dite du Chevalier Michel XVIe siècle, Grande-Rue rue de Bal classée monument historique en 1931 et inscrite en 1980[52].
- Immeuble avec une statue de la Vierge dans sa niche, rue du Tripot, classée monument historique en 1931[53].
- Immeuble avec façade du XVIe siècle et toiture, rue du Tripot, classé monument historique en 1931[54].
- Calvaire du XVIe siècle, route Nationale, classé monument historique en 1920[55].

#### Temps Modernes

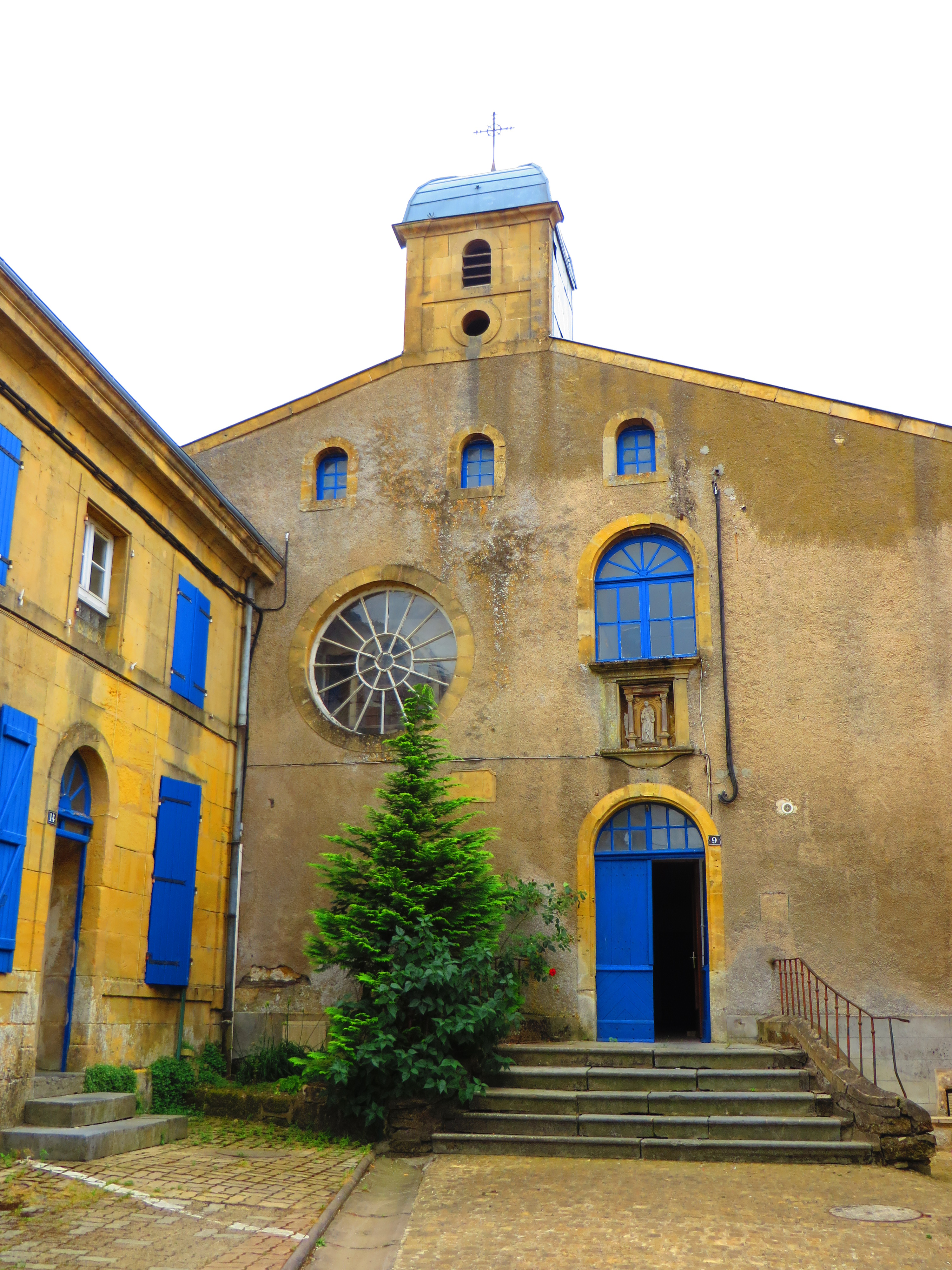
La chapelle de l'hospice Saint-Bernard.

- Maisons et hôtels particuliers de style Renaissance dont l'Hôtel d'Égremont, Grande rue, classé au titre des monuments historiques depuis 1931[56].
- Immeuble avec façade et toiture Renaissance, place Saint-Benoît, classé au titre des monuments historiques depuis 1932[57].
- Maison 4, rue Marius du XIVe siècle et XVIIIe siècle inscrite au titre des monuments historiques depuis 2015[58].
- Maison, rue des Prêtres, avec une porte du XVIe siècle classée au titre des monuments historiques depuis 1932[59].
- Maison, rue des Prêtres, porte avec écusson et baie Renaissance classée au titre des monuments historiques dès 1931[60].
- Couvent des Bénédictins XVIe siècle[61].
- Couvent des Antonins XVIIe siècle.
- Chapelle de l'hospice Saint-Bernard[62].

#### Période contemporaine
- Ancienne base aérienne occupée par des unités de la Force aérienne du Canada de 1952 à 1967.

Aux alentours immédiats, on peut également citer :
- la citadelle de Montmédy à 13 km ;
- la basilique Notre-Dame d'Avioth à 20 km ;
- le château de Louppy-sur-Loison à 11 km ;
- le fort de Fermont à 20 km ;
- l'abbaye Notre-Dame d'Orval - Belgique à 30 km ;
- les musées Gaumais - Virton, Arlon - Belgique à 30 km ;
- le barrage de Marville[63].

### Marville dans la culture
- Un épisode de la série Maigret avec Bruno Cremer (Le fou de Sainte Clotilde) y a été en partie tourné.
- Suite française, film historique sorti en 2015 qui prend pour cadre le village de Bussy, est tourné en partie à Marville en juillet 2013.
- Rendez-vous d'Antoinette Beumer tourné en 2014 dans le Pays de Montmédy.
- L'inconnue du cimetière Saint-Hilaire de Pierre Kalmar, roman fantastique et symbolique situé à Marville et Bar-le-Duc.
- Tout doit disparaître est un roman de Laurent Maillard, paru en 2022 aux Éditions Macha, qui a pour point de départ l'histoire familiale de l'auteur dont l'aïeul, Constant Motsch, gardien du cimetière Saint-Hilaire de Marville, a "rangé" l'ossuaire en 1890[64].

### Personnalités liées à la commune
- Nicolas Lemaire (1739-1794), missionnaire et prêtre réfractaire français.
- La famille de Nikolaus Harnoncourt (Johann Nikolaus, comte de La Fontaine et d’Harnoncourt-Unverzagt), chef d'orchestre, violoncelliste et gambiste autrichien est originaire de Marville. Sa famille qui ne s'appelait alors que « de La Fontaine » était longtemps receveur à Marville pour le compte du duc de Bar[65]. Cette famille se réfugia à Harnoncourt, pour échapper aux persécutions des protestants à la suite de la révocation de l'édit de Nantes. C'est là qu'ils s'adjoignirent la mention d'Harnoncourt. Puis Joseph Louis Matthieu de La Fontaine d'Harnoncourt (1736-1816), se mit au service des Habsbourg alors qu'un Lorrain, François III de Lorraine qui épousa l'archiduchesse Marie-Thérèse de Habsbourg, avait été élu empereur romain germanique sous le nom de François Ier en fondant ainsi la dynastie des Habsbourg-Lorraine. Nikolaus Harnoncourt descend directement de ce même François Ier du Saint-Empire par sa mère, qui était son arrière-arrière-petite-fille. Pierre-Nicolas Constant Motsch..

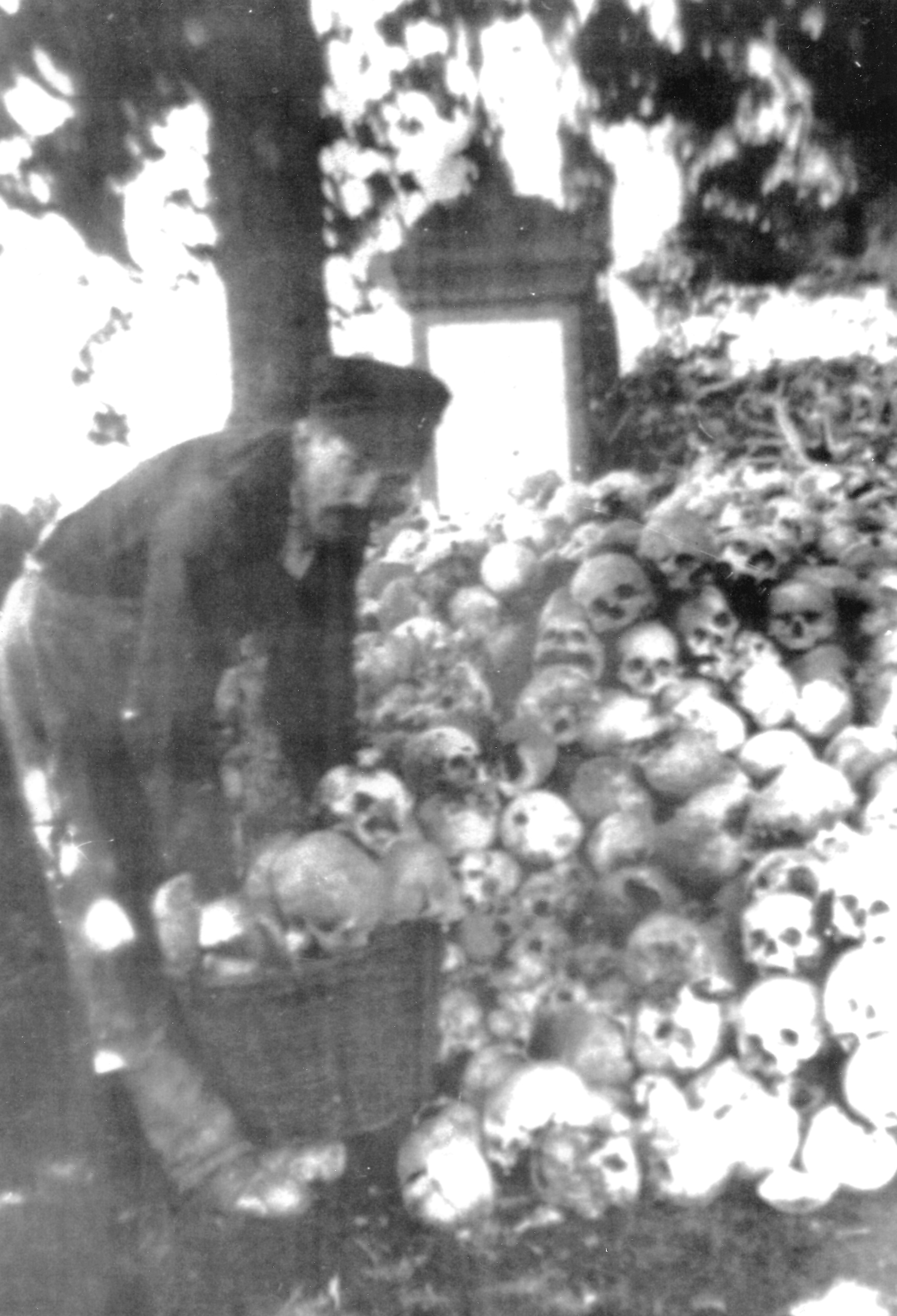
Pierre-Nicolas Constant Motsch..

- Gardien du cimetière Saint-Hilaire, Pierre Nicolas Constant Motsch a entreposé en 1890 dans le petit ossuaire entre 4 et 5 000 crânes[66], issus d'une fosse commune qui avait été notamment alimentée par la maladrerie de Marville[67]. L'ossuaire rassemblait également 29 "horloges de la vie", de petites boîtes en forme de tête d’horloge qui renfermaient les crânes d’hommes et de femmes de Marville décédés entre les années 1780 et 1860.

Fin XVIIIe, début XIXe, c'était une pratique funéraire courante que de placer des crânes exhumés des tombes dans une boîte avec sur la façade son nom, sa date de décès, son statut social pour certains et souvent une prière, à Marville « Nous avons été comme vous, Vous serez comme nous, Priez Dieu pour nous ». Pierre Nicolas Constant Motsch est né le 13 octobre 1834 à Stenay (Meuse) et décédera le 16 janvier 1902 à Marville. Son fils Henry Adrien Motsch prit sa suite en tant que gardien du cimetière jusqu'à la 1ère guerre mondiale, date à laquelle la famille Motsch partit s'installer à Ligny-en-Barrois (Meuse).

### Héraldique
Les anciennes armes de Marville étaient « mi-parti à dextre [c.-à-d. au 1] burelé d'argent et de gueules de dix pièces, au lion d'argent langué [c.-à-d. lampassé] d'azur, couronné et armé d'or, à la queue fourchue, brochant sur le tout, qui est de Luxembourg moderne, modifié, comme partie dominante ; et à sénestre [c.-à-d. au 2], d'azur aux deux barreaux d'argent adossés, accompagnés de trois croisettes recroisetées au pied fiché de même, pour les insignes du Barrois ».
| Blason de Marville (Meuse) | Blason  | Parti : au 1er burelé d'argent et d'azur, au lion de gueules à la queue fourchée et passée en sautoir, armé ; lampassé et couronné d'or, brochant sur le tout, au 2e d'azur à deux bars adossés d'or, cantonnés de quatre croisettes recroisetées au pied fiché d'or. |
| Blason de Marville (Meuse) | Détails | Marville fut possédée par les ducs de Luxembourg et les comtes de Bar ; c'est sans doute à cette particularité que font allusion ses armoiries. Le statut officiel du blason reste à déterminer.                                                                      |